# Jakartovice
Jakartovice (niem. Eckersdorf) – gmina w Czechach, w powiecie Opawa, w kraju morawsko-śląskim. Według danych z dnia 1 stycznia 2012 liczyła 1101 mieszkańców.

## Podział administracyjny
Części gminy
- Bohdanovice (na Czeskim Śląsku)
- Deštné (morawska enklawa na Śląsku)
- Hořejší Kunčice (na Morawach)
- Jakartovice (na Czeskim Śląsku)

Gminy katastralne
- Bohdanovice
- Deštné
- Hořejší Kunčice
- Jakartovice
- Kerhartice u Budišova nad Budišovkou
- Medlice u Budišova nad Budišovkou